# رمزية الحكمة (لوحة)
رمزية الحكمة (بالأيطالية: Allegoria della Prudenza) هي لوحة زيتية بريشة فنان عصر النهضة الإيطالي تيتيان. تصور اللوحة ثلاثة رؤوس بشرية، كل منها يواجه في اتجاه مختلف، فوق ثلاثة رؤوس حيوانات (من اليسار إلى اليمين، ذئب، أسد وكلب). الآن في المعرض الوطني، لندن.

## الوصف
عادة ما يتم تفسير اللوحة على أنها تعمل على عدد من المستويات. في المستوى الأول، تمثل الأعمار المختلفة للرؤوس البشرية الثلاثة الأعمار الثلاثة للإنسان (من اليسار إلى اليمين: الشيخوخة والنضج والشباب)، وهو موضوع ذكره تيتيان قبل 50 عامًا في كتابه «أعمار الرجال الثلاثة». تعكس الاتجاهات المختلفة التي يواجهونها مفهومًا ثانيًا أوسع للوقت نفسه باعتباره له ماضٍ وحاضر ومستقبل. يتكرر هذا الموضوع في المستوى الثاني في رؤوس الحيوانات: حيوان له ثلاثة رؤوس (ذئب، أسد، كلب) لتمثيل مرور الزمن (الماضي، الحاضر، المستقبل) مرتبطة باعمال ماكروبيوس وفرانشيسكو بتراركا. المستوى الثالث، الذي اكتسبت اللوحة منه اسمها الحالي «الحكمة»، تم اقتراحه من خلال نقش بالاتينية بالكاد مرئي فوق الصور يقول: EX PRÆTE / RITO // PRÆSENS PRVDEN / TER AGIT // NI FVTVRA / ACTIONĒ DE / TVRPET (يترجم من اللاتينية ألى «من تجربة الماضي والحاضر يتصرف بحكمة لئلا يفسد أفعال المستقبل».)

## التفسير
لقد قيل أن الوجوه البشرية هي صور حقيقية لتيتيان وابنه أورازيو وابن أخيه الشاب ماركو فيسيليو الذي عاش وعمل مع تيتيان مثل أورازيو.  يقترح إروين بانوفسكي، في معرضه الكلاسيكي، أن اللوحة مرتبطة بشكل خاص بالمفاوضات المرتبطة بنقل ملكية تيتيان إلى الأجيال الشابة، في ضوء اقتراب وفاته. وبالتالي فإن اللوحة تعمل كمشورة بصرية للأجيال الثلاثة للتصرف بحكمة في إدارة الميراث. ومع ذلك، يشك نيكولاس بيني بشدة في هذا، ويشير إلى التناقضات بين الرؤوس البشرية والأدلة الأخرى على مظهر الأفراد. إنه يشك في أنه كان مشروعًا شخصيًا من أي نوع ويشعر أنه «من المرجح أن تكون اللوحة قد كُلفت».  ويرى آخرون أيضًا أن الرؤساء الثلاثة ليسوا تيتيان وعائلته. أحد الأسباب هو عدم وجود صور لأورازيو أو ماركو، لذا فإن التأكيد على أن هذه الأمر صعب.

### تفسير أخر
في الآونة الأخيرة تم شرح اللوحة بطرق مختلفة تمامًا. فبدلاً من حكاية الحكمة، كان يُنظر إليه على أنه قصة رمزية عن الخطيئة والتكفير عن الذنب. من وجهة النظر هذه، فإن الأمر يرقى إلى مستوى اعتراف تيتيان بأن فشله في التصرف بحكمة في شبابه وفي منتصف عمره قد حكم عليه بعيش شيخوخة مؤسفة.  من ناحية أخرى، تم تفسير اللوحة على أنها تؤكد أن الحكمة التي تأتي مع الخبرة والشيخوخة هي جانب أساسي من التمييز الفني. بناءً على هذا التفسير، فإن اللوحة تعمل كدحض للرأي القائل بأن الشيخوخة هي عدو الإنجاز الفني.
تم تقديم اللوحة إلى المعرض الوطني عام 1966 من قبل تاجر التحف ديفيد كويتسر وزوجته بيتي. 

## الرسام

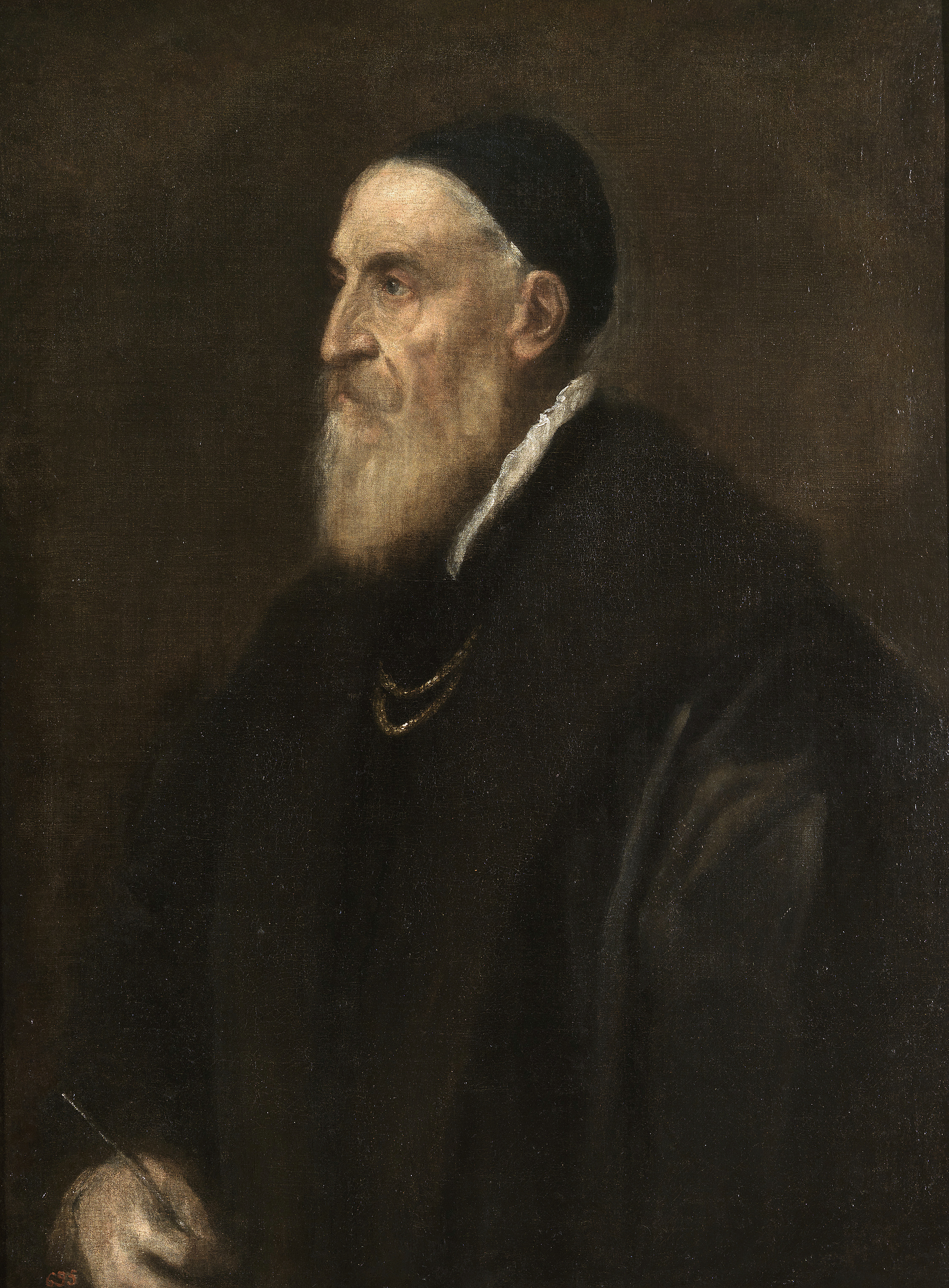
تيتيان

تيتسيانو فيتشيليو (1488 - 1576) رسام إيطالي من البندقية. كان تيتسيانو فيتشيليو زعيم مدرسة البندقية في الرسم وقد نَعِمَ برعاية عدد كبير من النبلاء الإيطاليين المعروفين، وكان لفترة من الزمن امتدت بضع سنوات رسام البلاط لدى الإمبراطور شارل الخامس. انتج هذا الرسام الذي عمّر زهاء 100 سنة عدداً كبيراً من الأعمال. وقد تميّز بمهارته في استعمال الألوان. وإلى اليوم ما تزال درجة من اللون الأحمر الصفراوي الذي كان يستعمله أحياناً لرسم شَعْر أشخاصه - وبخاصه النساء - تُعرف باسم «حمرة تيتيان». وقد بيعت إحدى لوحاته بأكثر من مليوني استرليني في أحدِ مزادات لندن سنة 1971.